# Cronologia comparada da primeira invasão francesa de Portugal

## Introdução
Esta cronologia comparada da Primeira Invasão Francesa tem a finalidade de dar uma perspectiva dos acontecimentos relativos a esta invasão integrados num conjunto mais vasto em que se destacam dois grupos: os acontecimentos referentes a Espanha e os acontecimentos exteriores à península Ibérica, relacionados com as Guerras Napoleónicas.

Assim, para facilitar a consulta, os acontecimentos que aparecem inscritos neta cronologia identificam-se também pelo sistema de cores:

| Acontecimentos exteriores à Península Ibérica e que não se relacionam directamente com os que se passaram em Portugal ou Espanha. |
| --- |
| Acontecimentos relacionados com a Primeira Invasão Francesa.                                                                      |
| Acontecimentos relacionados com a guerra em Espanha.                                                                              |

## Cronologia
| Datas         | Acontecimentos |
| ------------- | --- |
| 1803          | |
| Maio, 16      | Início da Guerra Franco-Britânica (1803-1805); o Reino Unido impõe um bloqueio naval ao continente; Napoleão começa a preparar a invasão das Ilhas Britânicas. |
| 1804          | |
| Dezembro, 2   | Coroação de Napoleão como Imperador dos Franceses. |
| 1805          | |
|               | As manobras diplomáticas do Reino Unido produzem resultados: forma-se a Terceira Coligação; juntam-se ao Reino Unido, a Áustria, a Rússia, o Reino de Nápoles, o Reino da Sicília, Portugal e a Suécia. |
| Outubro, 17   | Capitulação de Ulm. |
| Outubro, 21   | Batalha de Trafalgar. |
| Dezembro, 2   | Batalha de Austerlitz. |
| Dezembro, 26  | Tratado de Pressburg. (Quarta Paz de Pressburg) |
| 1806          | |
| Fevereiro, 14 | Um exército francês, sob o comando de Massena, invade o Reino de Nápoles. |
| Março, 30     | José Bonaparte, irmão de Napoleão, é proclamado Rei de Nápoles. |
| Junho, 5      | Louis Bonaparte, irmão de Napoleão, é proclamado Rei da Holanda. |
| Julho, 12     | Criação da Confederação do Reno. |
| Agosto, 6     | Dissolvido o Sacro Império Romano-Germânico. |
| Agosto, 9     | A Prússia inicia a mobilização para a guerra. |
| Outubro, 10   | Batalha de Saalfield |
| Outubro, 14   | - Batalha de Jena. - Batalha de Auerstadt. |
| Outubro, 27   | Napoleão entra em Berlim. |
| Novembro, 21  | Promulgação do Decreto de Berlim – Início do Bloqueio Continental. |
| Novembro, 28  | Tropas francesas entram em Varsóvia. |
| Dezembro, 26  | - Batalha de Pultusk. - Batalha de Golymin. |
| 1807          | |
| Janeiro, 7    | O Reino Unido declara os portos franceses e os das suas colónias em estado de bloqueio, proibindo os navios de qualquer pavilhão de aportarem em portos franceses. |
| Fevereiro, 8  | Batalha de Eylau. |
| Março, 21     | Aventura britânica no Egito termina com uma derrota em Damieta. |
| Junho, 10     | Batalha de Heilsberg |
| Junho, 14     | Batalha de Friedland. |
| Julho, 7      | Assinatura do Tratado de Tilsit com a Rússia. Nos termos do tratado, a Suécia e Portugal seriam forçados a aceitar o Bloqueio Continental. |
| Julho, 9      | Assinatura do Tratado de Tilsit com a Prússia. |
| Julho, 29     | Ordens de Napoleão Bonaparte para concentração de forças militares francesas em Bayonne, na fronteira franco-espanhola. |
| Agosto, 2     | O General Jean-Andoche Junot é nomeado comandante do Corpo de Observação da Gironda (futuro Exército de Portugal). |
| Agosto, 12    | Os embaixadores da França e da Espanha, com a finalidade de obrigar Portugal a aceitar o Sistema Continental, ameaçam cortar relações diplomáticas com Portugal. |
| Agosto, 16    | Forças britânicas bombardeiam e desembarcam em Copenhagen. |
| Agosto, 28    | Napoleão ordena a ocupação das províncias pertencentes aos Estados Pontifícios. |
| Setembro, 2   | Copenhagen, capital da Dinamarca, é bombardeada por uma frota britânica, devido à sua aliança com a França. |
| Setembro, 4   | Os portos da Holanda são fechados ao comércio britânico. |
| Setembro, 5   | O general Junot, antigo embaixador da França em Portugal, nomeado para o comando do Corpo de Observação da Gironda, chega a Bayonne. |
| Setembro, 7   | Forças britânicas tomam posse da frota dinamarquesa. |
| Setembro, 12  | Assinatura do Tratado Luso-britânico. |
| Setembro, 25  | Portugal declara aderir ao Bloqueio Continental. |
| Setembro, 30  | Os diplomatas franceses e espanhóis em Lisboa abandonam Portugal, por terem sido consideradas insuficientes as respostas às exigências de Napoleão (Agosto, 12) |
| Outubro, 17   | O Corpo de Observação da Gironda atravessa o Bidassoa e dirige-se para Portugal. |
| Outubro, 20   | Relutantemente, o Príncipe Regente de Portugal declara guerra ao Reino Unido, numa tentativa de pacificar Napoleão, mas assegurando-se de que a Inglaterra sabia que ele estava a agir sob coacção. |
| Outubro, 21   | Alvará, determinando os novos limites dos Governos Militares e modificando os distritos de recrutamento dos regimentos. |
| Outubro, 22   | Assinada uma convenção secreta entre o Reino Unido e Portugal, com o objectivo de preservar as relações entre estes dois países, face à pressão francesa. |
| Outubro, 27   | Assinado o Tratado de Fontainebleau, entre a França e a Espanha. |
| Outubro, 29   | - Decreto que altera a composição e o recrutamento das Milícias - Pela primeira vez, são criados dois regimentos de milícias na cidade de Lisboa. - Os efectivos dos regimentos de Infantaria são aumentados. |
| Outubro, 30   | Assinatura do tratado de aliança entre a Dinamarca e a França. |
| Novembro, 7   | A Rússia protesta oficialmente contra o bombardeamento de Copenhagen pela frota britânica e declara-se em estado de guerra com a Grã-Bretanha. |
| Novembro, 8   | O Príncipe Regente ordena a detenção dos súbditos britânicos que se encontravam em Portugal. O embaixador britânico, Lord Strangford, reclamou e solicitou o seu passaporte. |
| Novembro, 10  | Uma frota russa, composta por 9 naus e 2 fragatas, comandada pelo almirante Siniavin, em viagem do Mar Negro para São Petersburgo, devido à preparação da guerra contra a Suécia, entra no porto de Lisboa para invernar, devido a já não conseguir chegar à Rússia antes do aparecimento dos gelos no Mar Báltico. Desde a assinatura do Tratado de Tilsit (1807, Julho, 7), as forças russas eram consideradas hostis ao Reino Unido.                               |
| Novembro, 12  | O exército francês sob o comando de Junot, concentrado nos arredores de Salamanca, dirige-se para Sul, para Valência de Alcântara. |
| Novembro, 17  | - Strangford embarca no HMS Hibernia, da frota do Almirante Sidney Smith, que se encontrava ao largo da costa portuguesa. Inicia-se o bloqueio do Tejo. - As primeiras tropas francesas entram em Portugal, pela fronteira de Segura, na Beira Baixa. |
| Novembro, 22  | O Segundo Corpo de Observação da Gironda, sob o comando do General Pierre Dupond, entrou em Espanha. |
| Novembro, 23  | Primeiro Decreto de Milão. Era autorizada a confiscação de qualquer navio que tivesse feito escala num porto britânico, bem como toda a mercadoria que não estivesse devidamente credenciada como tendo origem fora dos territórios britânicos. |
| Novembro, 23  | As primeiras tropas francesas, do exército de Juntot, chegam a Abrantes. |
| Novembro, 27  | *O príncipe Regente, D. João (VI), embarca para se dirigir para o Brasil. \|*Strangford regressa a Lisboa, para exigir que a frota portuguesa se renda ou que seja utilizada para transportar a Família Real para o Brasil. |
| Novembro, 29  | A Família Real Portuguesa inicia a viagem para o Brasil no navio almirante Príncipe Real, do Vice-Almirante Manuel d’Acunha Sottomayor. A frota portuguesa foi escoltada por navios da Armada Britânica. |
| Novembro, 30  | Junot entra em Lisboa com cerca de 1.500 homens. |
| Dezembro, 1   | A divisão espanhola comandada pelo general Solano, capitão-general da Andaluzia, entra no Alentejo por Elvas, para ocupar as províncias do Sul de Portugal. |
| Dezembro, 3   | Hermann, cônsul francês em Lisboa, encarregado de negócios da França em Portugal desde o abandono da embaixada por Junot, em 1805, é nomeado presidente do Real Erário, com o título de administrador-geral das finanças. |
| Dezembro, 4   | *Decreto de confisco dos bens dos súbditos britânicos. \|*As armas de fogo e de caça são proibidas. |
| Dezembro, 6   | Tendo destacado parte da sua frota para escoltar a família real até ao Brasil, Sir Sidney Smith voltou para o Tejo. |
| Dezembro, 7   | Uma expedição britânica, sob comando do Major-General William Carr Beresford, deixou Cork, escoltada pela frota do Almirante Sir Samuel Hood, e dirigiu-se para a Madeira (Dezembro, 24). |
| Dezembro, 12  | Convenção anglo-lusa sobre a ocupação da ilha da Madeira. |
| Dezembro, 13  | - Uma divisão espanhola, sob as ordens do general Taranco, capitão-general da Galiza, ocupa o Porto. - Motim em Lisboa, motivado pelo içar da bandeira francesa no castelo de São Jorge. |
| Dezembro, 14  | Publicação de um decreto, interditando os ajuntamentos e as desordens. |
| Dezembro, 17  | Segundo Decreto de Milão: qualquer navio neutral que se tenha submetido à autoridade naval britânica, será considerado como inimigo. |
| Dezembro, 18  | Tropas espanholas da divisão do general Carrafa, que tinham acompanhado o exército francês desde Valência de Alcântara, em Espanha, entram no Porto. |
| Dezembro, 22  | - O marquês de Alorna é nomeado inspector-geral e comandante-chefe do Exército, nas províncias de Trás-os-Montes, Beira e Estremadura. - Decreto de Junot dando baixa aos soldados do exército português - nas três províncias ocupadas pelo exército francês - que tivessem menos de 6 meses ou mais de 8 anos de serviço. |
| Dezembro, 23  | Decreto de Napoleão Bonaparte, determinando a cobrança em Portugal de uma contribuição extraordinária de guerra, de 100 milhões de francos. A medida só será divulgada em Portugal em 4 de Fevereiro de 1808. |
| Dezembro, 24  | A expedição britânica, sob o comando de Beresford, chega à Madeira. |
| Dezembro, 26  | As autoridades portuguesas da Madeira rendem-se a Beresford sem oferecerem resistência, negando, desta forma, a utilização da ilha pelos franceses. Os britânicos colocam ali uma guarnição de dois batalhões. |
| Dezembro, 26  | O corpo de tropas do general Dupont entra em Vitória, no norte de Espanha. |
| Dezembro, 31  | Decreto dos generais espanhóis Taranco e Solana, de licenciamento de soldados do exército português, nas províncias do Minho, Alentejo e Algarve. |
| 1808          | |
| Janeiro, 8    | O Corpo de Observação da Costa Oceânica, sob comando do Marechal Bon-Adrien-Jeannot Moncey, entra em Espanha. |
| Janeiro, 11   | Os regimentos de milícias são dissolvidos, sendo os seus membros obrigados a entregar as armas em determinadas fortalezas. |
| Janeiro, 15   | Publicado decreto que proíbe as comunicações com a esquadra britânica que bloqueia os portos portugueses. |
| Janeiro, 19   | A Família Real Portuguesa e a Corte desembarcam na Baía, Brasil. |
| Fevereiro, 1  | - Junot é nomeado governador-geral de Portugal. - Proclamação de Junot: a Casa de Bragança deixa de governar em Portugal. Todo o território * português passa a ser governado em nome de Napoleão. - O Conselho de Regência é dissolvido. - O valor do imposto de guerra a cobrar em Portugal, decretado por Napoleão em 23 de Dezembro de 1807, é reduzido para 40 milhões de francos.                                                                               |
| Fevereiro, 9  | Nas Caldas da Rainha são executados, por ordem de Loison, nove portugueses. |
| Fevereiro, 10 | O Segundo Regimento de Infantaria do Porto é dissolvido. |
| Fevereiro, 10 | O Corpo de Observação dos Pirenéus Orientais, sob comando do General Duhesme, atravessa a fronteira com a Catalunha e dirige-se para Barcelona. |
| Fevereiro, 15 | - O Marquês de Alorna é nomeado Inspector-geral de todo o Exército Português. - Junot auto nomeia-se comandante-chefe do Exército Português. |
| Fevereiro, 16 | Tropas francesas ocupam Pamplona, capital de Navarra, sem resistência. |
| Fevereiro, 20 | Decreto de organização do Exército Português, composto por 5 regimentos de infantaria e 3 de cavalaria, além de um batalhão e um esquadrão de caçadores. |
| Fevereiro, 20 | Murat é nomeado comandante de todas as forças francesas em Espanha. |
| Fevereiro, 21 | O exército russo invade a Finlândia, província da Suécia. |
| Fevereiro, 24 | Napoleão propõe ao embaixador espanhol em Paris a entrega de Portugal, em troca da cedência das províncias espanholas a Norte do Ebro. |
| Fevereiro, 29 | - A proposta de Napoleão Bonaparte chega à Corte espanhola. Godoy aconselha Carlos IV a refugiar-se em Cádis e, se necessário, a transferir o governo para a América Latina. - Tropas francesas ocupam Barcelona sem resistência. |
| Março, 5      | San Sebastian rende-se perante a ameaça de assalto pelas tropas francesas. |
| Março, 7      | D. João e a Corte chegam ao Rio de Janeiro. |
| Março, 10     | Murat entra em Espanha e assume o comando das tropas francesas. |
| Março, 11     | Uma força militar francesa, comandada pelo Coronel francês Miquel, ocupa Elvas. |
| Março, 17     | - Em Vivero, Corunha, um corpo de tropas britânicas desembarca e captura os dois fortes do porto e destrói um navio francês. - Revolta popular em Aranjuez. |
| Março, 18     | - Pressionado pelo levantamento popular, Carlos IV anuncia a demissão e expulsão de Godoy. - Figueras, na fronteira entre a França e a Catalunha, foi ocupada pelos franceses, sem resistência. |
| Março, 19     | - Godoy é preso. - Carlos IV abdica em favor de seu filho, Fernando VII. - O Marechal Jean-Baptiste Bessières é nomeado comandante do Corpo de Observação dos Pirenéus Orientais. |
| Março, 22     | É dada ordem para a conquista da Guiana francesa por tropas do Brasil. |
| Março, 24     | Murat entra em Madrid. |
| Março, 27     | O Exército português, reorganizado pelo marquês de Alorna (futura Legião Lusitana), dirige-se para Bayonne, na fronteira franco-espanhola, por Salamanca e Burgos. |
| Abril, 3      | O general francês Quesnel toma posse do governo do Porto, devido à morte do general espanhol Taranco. O general Carrafa abandona a cidade e dirige-se para Lisboa. |
| Abril, 10     | Dupond ocupa Aranjuez. |
| Abril, 16     | Início da Conferência de Bayonne. |
| Abril, 20     | Fernando VII de Espanha chega a Bayonne, atraído por Napoleão a uma armadilha, e é preso. |
| Abril, 23     | Distúrbios em Toledo. Terminaram com a chegada de tropas do exército de Dupond. |
| Abril, 26     | Napoleão recebe em Baiona a «Deputação Portuguesa», constituída por 8 titulares, 3 eclesiásticos e 3 funcionários régios. Devido às revoltas em Espanha e Portugal, os seus membros ficarão retidos em Bordéus, e posteriormente em Paris, até 1814, tirando os militares que aceitam servir no exército francês, enquanto oficiais da Legião Portuguesa. |
| Abril, 30     | Carlos IV e a Rainha juntam-se a seu filho Fernando VII, em Bayonne. |
| Maio, 1       | Declaração de Guerra de Portugal contra a França, decidida pelo Príncipe Regente no Rio de Janeiro. |
| Maio, 2       | Levantamento popular em Madrid contra os franceses, em apoio da família real, violentamente reprimido por Murat. |
| Maio, 10      | Fernando VII de Espanha foi forçado a renunciar ao trono em favor de seu pai, Carlos IV. Este abdica em favor de Napoleão. |
| Maio, 17      | Um grupo de 300 a 400 pessoas, que representavam os principais «corpos do reino», foram cumprimentar Junot e, através dele, homenagear o Imperador francês, Napoleão Bonaparte. |
| Maio, 18      | - O Exército português, reorganizado pelo marquês de Alorna e levado por este para França, é incorporado no Exército francês com a designação de Legião Portuguesa. - O brigue HMS Rapid, da Armada Britânica, é destruído pelas baterias no Tejo, ao tentar resgatar um navio mercante. |
| Maio, 23      | - Reunião da Junta dos Três Estados. A reunião aprova uma «Súplica» de uma Constituição e de um Rei ao imperador dos franceses. - Levantamentos da população espanhola contra a ocupação francesa, de Valência e Oviedo a Sevilha. A junta de governo, formada em Sevilha, tomou o título de Junta Suprema do Governo de Espanha e das Índias. |
| Maio, 24      | - Napoleão nomeia um corpo representativo de Espanha para se reunir em Bayonne e designar o novo rei. - Primeira insurreição contra os franceses em Saragoça. |
| Maio, 25      | O governo das Astúrias declara oficialmente guerra a Napoleão; foi a primeira província espanhola a fazê-lo. |
| Maio, 29      | Em Lérida, na Catalunha, é formada uma junta insurreccional. |
| Maio, 30      | Uma delegação das Astúrias embarcou em Gijon e conseguiu chegar a Jersey, com a finalidade de pedir apoio ao Reino Unido. Levantamento da Galiza contra os franceses. |
| Maio, 30      | Proclamação da Junta Suprema do Governo de Espanha ao Povo Português, prometendo ajuda aos levantamentos contra o exército francês. |
| Maio, 31      | Em Saragoça, José Palafox y Melzi proclama a resistência contra os franceses, em nome da dinastia espanhola. |
| Junho, 4      | - A delegação das Astúrias chega a Londres. - A Junta de Sevilha, que se proclamou Junta Suprema da Espanha e Índias, declarou guerra à França, em nome de Fernando VII de Espanha. - Na Catalunha, o General francês François-Xavier Schwartz marchou contra os insurrectos em Manresa, mas foi repelido pelas forças locais espanholas, em Bruch. Este foi o primeiro combate com forças organizadas, na Guerra Peninsular.                                         |
| Junho, 6      | - No Porto é organizada uma junta insurreccional. - O comandante da força espanhola de ocupação, General Balesta, prendeu o governador francês, General François-Jean-Baptiste Quesnel du Torp, e marchou para a Galiza, com a finalidade de ajudar a junta recém criada naquela província espanhola. - O brigadeiro Luís de Oliveira da Costa assume o governo interino das armas do Porto.                                                                          |
| Junho, 6      | - José Bonaparte é proclamado Rei de Espanha. - Derrota das forças espanholas em Torquemada, frente ao corpo de tropas francês, sob comando do General * Antoine-Charles-Louis Lasalle. - Na noite de 6 para 7, verificou-se um levantamento popular em Valência, dirigido contra a comunidade mercantil francesa, caracterizado por grande barbaridade. O seu instigador, Canon Baltasar Calvo, foi fuzilado. - A Junta de Sevilha declara guerra à França.          |
| Junho, 7      | Aclamação do Príncipe regente, no Castelo da Foz, pelo governador-adjunto interino, o major Raimundo José Pinheiro. |
| Junho, 7      | - O Coronel Pedro de Echavarri, comandante do Distrito de Córdoba, tenta impedir a travessia do Guadalquivir pelas forças do General Dupond. As tropas espanholas foram dispersas e Dupond dirigiu-se para Córdoba. - Segóvia é capturada pelo General Bernard-Georges-François Frère, do exército de Dupond. |
| Junho, 8      | - O General Dupond ocupa Córdoba, que é saqueada. - Um corpo de tropas espanhol sob comando do Marquês de Lazan, saído de Saragoça, foi derrotado em Tudela por uma força francesa, sob comando do General Charles Lefebvre-Desnouettes. |
| Junho, 9      | O brigadeiro Luís de Oliveira repõe a situação existente antes de dia 6, mandando içar a bandeira francesa em todos os edifícios públicos. |
| Junho, 11     | Levantamento de Bragança, dirigido pelo governador das armas da província de Trás-os-Montes, o general Manuel Jorge Gomes de Sepúlveda. |
| Junho, 12     | - Os generais franceses Pierre-Hugues-Victoire Merle e Lasalle derrotaram o General espanhol Gregório Garcia de La Cuesta, comandante do Exército de Castela, em Cabezon. - Valladolid foi capturada sem resistência. - Avançando sobre Saragoça, Lefebvre-Desnouettes derrotou uma força espanhola sob comando de Lazan, em Mallen. |
| Junho, 14     | - O exército de Palafox, de Saragoça, foi derrotado por Lefebvre-Desnouettes em Alagon. - Tropas (espanholas) da Andaluzia capturaram os navios de guerra franceses ancorados em Cadiz. |
| Junho, 15     | - Tentativa para capturar Saragoça pelas tropas de Lefebvre-Desnouettes. Foram repelidos pelas forças locais. - O ministro dos negócios Estrangeiros britânico, George Canning, declarou, prevendo o envolvimento britânico na Península Ibérica, que qualquer nação que se oponha à França se tornaria automaticamente aliada do Reino Unido e que nada estaria mais de acordo com os interesses britânicos do que o sucesso de Espanha na luta contra os Franceses. |
| Junho, 16     | Sublevação em Olhão, dirigida pelo antigo capitão-general e governador das armas do Algarve, o conde de Castro Marim, Monteiro-mor do Reino. |
| Junho, 16     | Início do Cerco de Saragoça. |
| Junho, 17     | O general Loison sai de Almeida em direcção ao Porto, comandando uma pequena força militar, com o intuito de restabelecer a situação. |
| Junho, 17     | Duhesme ataca e captura a cidade de Mataro. |
| Junho, 18     | - Levantamento popular no Porto. - Formada a Junta Suprema do Reino, presidida pelo bispo do Porto, D. António de Castro. |
| Junho, 19     | - Sublevação em Faro. - Instituição da Junta Provisional do Governo Supremo do Reino, no Paço Episcopal do Porto. |
| Junho, 20     | Duhesme fracassa a tentativa de capturar Gerona. |
| Junho, 21     | A força de Loison, tendo passado o rio Douro na Régua, é atacada por membros das Milícias e das Ordenanças de Trás-os-Montes, nos Padrões de Teixeira, perto de Mesão Frio. O ataque fez com que a força que dirigia atravessasse precipitadamente o rio e recuasse para Lamego, sendo obrigado a regressar a Almeida. |
| Junho, 22     | Saque de Vila Viçosa pelas tropas francesas. |
| Junho, 23     | Insurreição de Coimbra. |
| Junho, 26     | Saque de Beja pelas tropas francesas sob comando do Coronel Jean-Pierre Marasin. |
| Junho, 27     | - Criação de um imposto de guerra sobre a exportação do vinho do Porto. - Criação da Junta da Inconfidência, no Porto. |
| Junho, 28     | Ataque a Valência pelas tropas de Moncey; foi repelido. |
| Julho, 1      | O conde da Ega é nomeado encarregado dos Negócios de Justiça, por Junot. |
| Julho, 4      | O General Louis-Henri Loison partiu de Almeida em direcção a Abrantes, causando grande destruição no caminho, com a intenção de aterrorizar a população civil. |
| Julho, 4      | O governo britânico enviou ordens às suas tropas para cessarem as hostilidades com os Espanhóis. |
| Julho, 5      | Ataque de uma força francesa, sob o comando do general Kellermann, a Leiria. |
| Julho, 6      | A conferência de Bayonne aprovou uma nova constituição para Espanha. |
| Julho, 12     | Uma expedição britânica, sob o comando do Tenente-General Sir Arthur Wellesley, inicia a viagem para a Península Ibérica. |
| Julho, 13     | Insurreição em Évora. |
| Julho, 14     | Batalha de Medina del Rio Seco; derrota das tropas espanholas. |
| Julho, 16     | Forças militares portugueses, compostas de tropas regulares e de milicianos, comandadas pelo tenente-coronel Francisco de Magalhães Pizarro, bloqueiam a fortaleza de Almeida. |
| Julho, 20     | - Fim da Conferência de Bayonne. - José Bonaparte, nomeado rei de Espanha pelo irmão Napoleão, chega a Madrid. |
| Julho, 22     | Capitulação de Bailen. Derrota das tropas francesas. |
| Julho, 29     | - Derrota das tropas luso-espanholas, sob comando do General Francisco de Paula Leite, perante as tropas de Loison, em Évora. - Massacre de Évora. |
| Julho, 30     | José Bonaparte abandona Madrid. |
| Agosto, 1     | Início do desembarque das tropas britânicas na praia de Lavos, Figueira da Foz. Esta operação prolongou-se até ao dia 5. |
| Agosto, 2     | Wellesley e o comandante naval britânico, Almirante Sir Charles Cotton, enviam uma proclamação ao povo de Portugal, assegurando que a expedição britânica se destina a ajudá-los a resgatar o seu território e a restaurar o governo legítimo da Casa de Bragança. |
| Agosto, 5     | Reforços da Andaluzia, sob o comando de Sir Brent Spencer, chegam à foz do Mondego para apoiarem Wellesley. |
| Agosto, 5     | Napoleão Bonaparte ordena a transferência de metade do exército francês acantonado na Alemanha, para a fronteira espanhola. |
| Agosto, 9     | Wellesley inicia a marcha para Sul. |
| Agosto, 13    | O exército espanhol de Castaños entra em Madrid. |
| Agosto, 14    | Levantamento do Cerco de Saragoça. |
| Agosto, 16    | Combate nos arredores de Óbidos, entre forças francesas e a guarda avançada de Wellesley. |
| Agosto, 17    | Combate da Roliça. As tropas francesas do General Delaborde são obrigadas a retirar, perante a superioridade das tropas de Wellington. |
| Agosto, 21    | - Batalha do Vimeiro. O ataque de Junot às forças de Wellington resultou numa derrota das tropas francesas. - Desembarque de Sir Harry Burrard, que assume o comando da expedição britânica. |
| Agosto, 22    | - Desembarque de Sir Hew Dalrymple, que assume o comando da expedição britânica. - Junot enviou o General Kellermann para iniciar negociações com os britânicos. |
| Agosto, 27    | Início do desembarque das tropas de Sir John Moore em Portugal. |
| Agosto, 30    | Assinatura da Convenção de Sintra. |
| Setembro, 15  | junot e o seu exército embarcam para França. |
| Setembro, 18  | - Uma proclamação do general britânico Dalrymple anuncia o restabelecimento da Regência, para que se possa fazer a transferência do poder, em Lisboa, do exército britânico para as autoridades portuguesas. - Formado o Conselho de Regência para governar Portugal, sendo dissolvidas as juntas governativas. |
| Setembro, 20  | Embarque de Wellesley para a Grã-Bretanha, seguido de Darymple e de Burrard, a fim de serem ouvidos numa comissão de inquérito para apurar as suas responsabilidades na redacção dos termos da Convenção de Sintra. |
| Setembro, 25  | Criação de uma Junta suprema de governo para toda a Espanha, em Aranjuez. |
| Setembro, 26  | A Junta Provisional do Supremo Governo do Reino, estabelecida no Porto, suspende as suas funções. |
| Setembro, 30  | O Exército Português é restabelecido oficialmente, por meio de uma portaria com um edital anexo, onde se informam os oficiais, os sargentos e os soldados, dos locais onde se estão a reorganizar os antigos corpos. |
| Outubro, 2    | A guarnição francesa de Almeida depôs as armas. |